# Nueva Esperanza (Sapillica)
Nueva Esperanza es un caserío peruano ubicado en el distrito de Sapillica, perteneciente a la provincia de Ayabaca del departamento de Piura, al norte del Perú. 

## Ubicación
Nueva Esperanza se ubica al suroeste de la provincia de Ayabaca, en el distrito de Sapillica, en el departamento de Piura.

## Demografía
En 2017 Nueva Esperanza tenía una población de 133 habitantes.